# Хрістіан Вайс
Хрістіан Вайс (нім. Christian Weis; нар. 20 червня 1968) — колишній німецький тенісист.
Найвищу одиночну позицію світового рейтингу — 197 місце досяг 15 квітня 1991, парну — 326 місце — 10 липня 1989 року.

## Титули на челленджерах

### Парний розряд: (1)
| Ранг | Рік  | Турнір                        | Покриття | Партнер          | Суперники                   | Рахунок |
| ---- | ---- | ----------------------------- | -------- | ---------------- | --------------------------- | ------- |
| 1.   | 1989 | Новий Ульм, Західна Німеччина | Ґрунт    | Ярослав Навратіл | Сімоне Коломбо Невіо Девіде | (W/O)   |